# Gola del Salt del Tigre

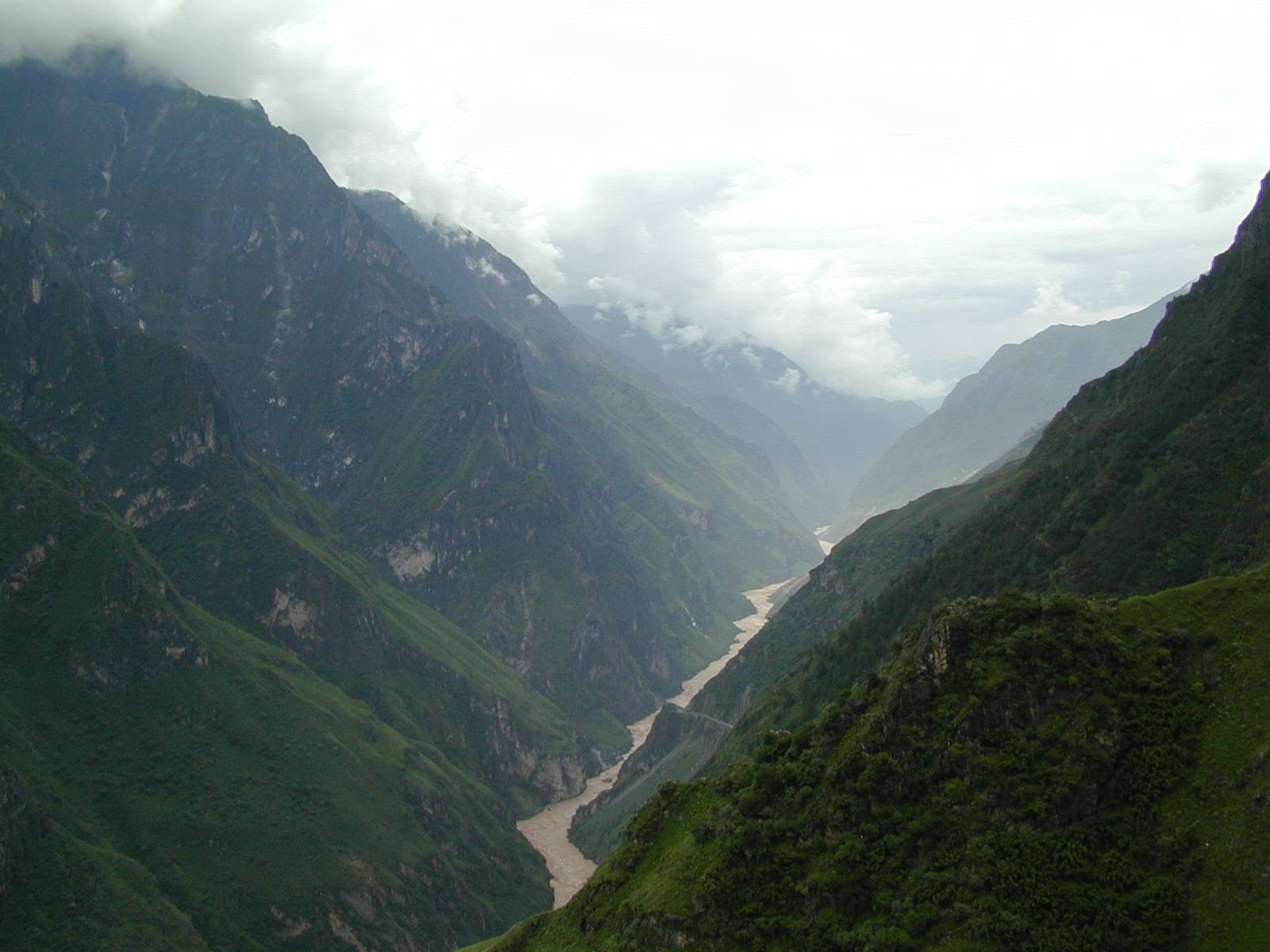
Vista del canó, amb el Yulong Xue Shan a l'esquerra, i Haba Xue Shan a la dreta.

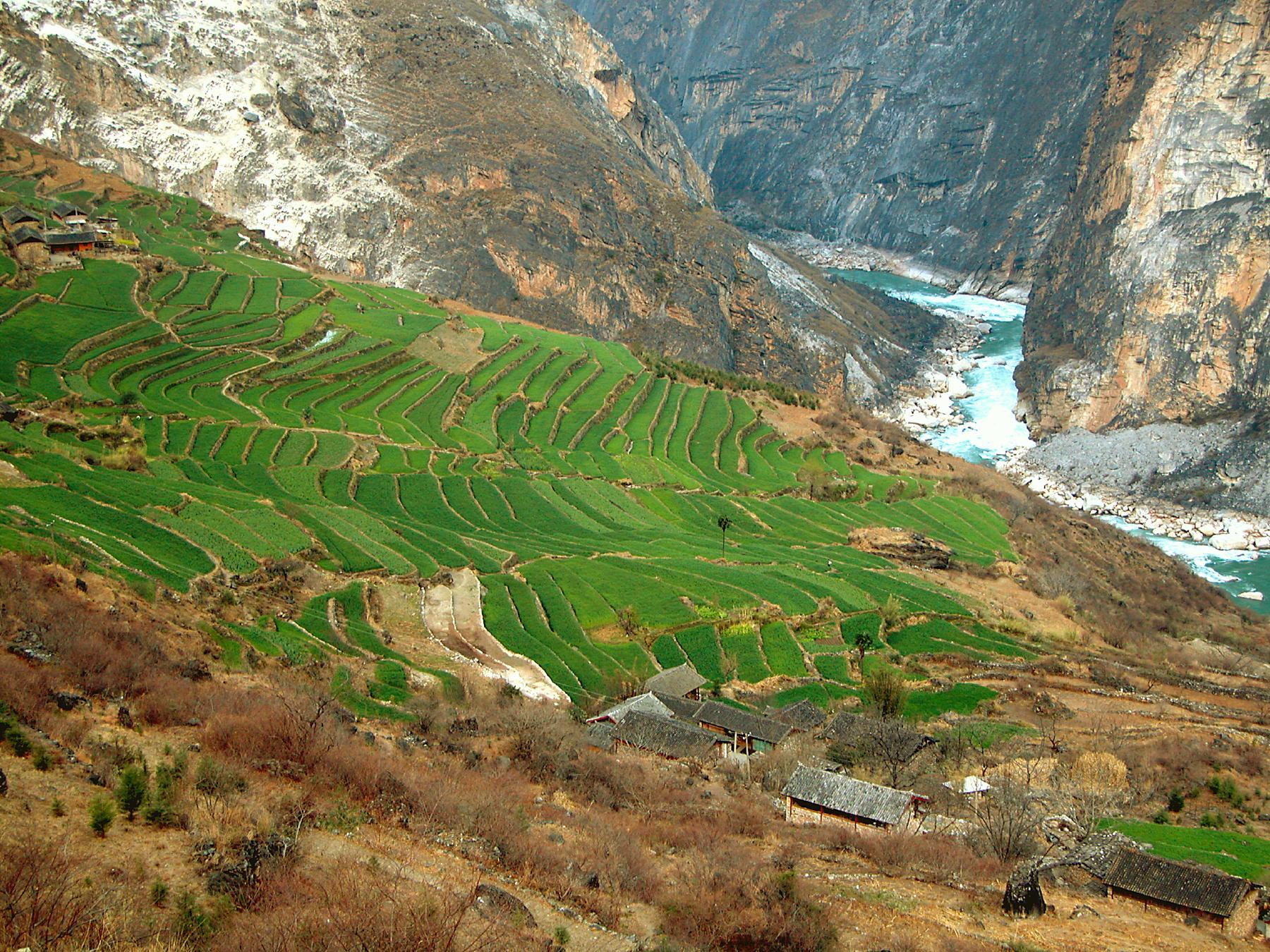
Cultius en terrasses a les goles del Salt del Tigre.

Les goles del Salt del Tigre són uns canons al riu Yangtsé (conegut en aquesta regió amb el nom de Jinsha Jiang), situat a 60 km al nord de la ciutat de Lijiang a la província xinesa de Yunnan. Va ser nomenada l'any 2003 per la UNESCO com a Patrimoni de la Humanitat dins de la denominació: Àrees protegides dels tres rius paral·lels de Yunnan.
El seu nom fa referència a la llegenda que explica com per escapar-se d'un caçador, un tigre va saltar el canó al punt més estret (de 25 a 30 m).

## Geografia
Al llarg dels seus 16 km de recorregut, les goles permeten el pas del riu entre els dos cims, el Yulong Xue Shan de 5596 m i el Haba Xue Shan de 5396 m, en una sèrie de ràpids, envoltats d'empinats escarpes de 2000 m d'alt, sent el canó de riu més profund del món.
Els habitants oriünds són les poblacions Naxi, que viuen en alguns petits pobles al llarg del congost. Els seus mitjans de vida principals són la producció de cereals en cultius en terrasses a les goles del Salt del Tigre i les excursions organitzades de cara els estrangers.
Les goles no són navegables. Retratades el 1937, a principis de 1980, quatre excursionistes temeraris van intentar el seu descens en ràfting, però mai ningú no els va tornar a veure. El primer descens conegut que va tenir èxit data de 1986, va ser dut a terme per l'expedició que va baixar el Yangtsé en la seva totalitat, des del seu naixement al llac glacera Gelandandong fins al seu delta al mar de la Xina Oriental.

## Camins
És possible recórrer tot el canó a peu. El sender, a meitat del vessant, va des de la ciutat de Quiaotou a Daju. Està ben mantingut i els Naxi l'utilitzen a la seva vida quotidiana. Permet descobrir una sorprenent varietat de micro- ecosistemes, nombroses cascades, i magnífiques vistes de les goles. Els allotjaments per als excursionistes, que es troben regularment al llarg del sender, estan generalment mal condicionats, i el temps és impredictible a l'alta muntanya, per la qual cosa es recomana no fer aquest recorregut més que fora de l'estació de les pluges.
La carretera construïda a menor altitud està freqüentment bloquejada pels lliscaments, i algunes parts poden estar submergides sota les aigües del riu. Al punt on el camí s'uneix a la carretera és possible baixar fins al riu, prop del penya-segat del Salt del Tigre, on el tigre de la llegenda hauria saltat a l'altra banda del riu. A l'interior i als voltants de les goles s'extreuen gran varietat de vidres naturals.
La zona es va obrir oficialment als turistes estrangers el 1993, però ja havia atret motxillers aventurers als anys vuitanta. Els funcionaris tenen previst millorar els camins i carreteres existents, aportant autobusos turístics i més desenvolupament. Aquests plans desperten reaccions molt variades entre la població local, des d'una forta oposició fins a un fort suport.
Hi ha projectes governamentals per construir una sèrie de preses al riu per a la generació d'electricitat, comportant el desplaçament de prop de 100.000 persones i la desaparició sota les aigües del lloc únic de les goles del Salt del Tigre.